# Manea
Manea är en ort och civil parish i Storbritannien.   Den ligger i distriktet Fenland i grevskapet Cambridgeshire i riksdelen England, i den sydöstra delen av landet, 110 km norr om huvudstaden London. Manea ligger 4 meter över havet och antalet invånare är 1 614.
Terrängen runt Manea är mycket platt. Runt Manea är det ganska tätbefolkat, med 120 invånare per kvadratkilometer. Närmaste större samhälle är Littleport, 9,1 km öster om Manea. Trakten runt Manea består till största delen av jordbruksmark.